# Villers-aux-Nœuds
Villers-aux-Nœuds település Franciaországban, Marne megyében. Lakosainak száma 323 fő (2022. január 1.). Villers-aux-Nœuds Bezannes, Chamery, Champfleury, Écueil, Reims, Sermiers és Villers-Allerand községekkel határos.

## Népesség
A település népessége az elmúlt években az alábbi módon változott:
| Lakosok száma | 111  | 169  | 182  | 175  | 164  | 172  | 188  | 246  | 271  | 323  |
|               | 1968 | 1982 | 1990 | 2006 | 2013 | 2015 | 2017 | 2019 | 2020 | 2022 |